# TV5Monde
TV5Monde(프랑스어 발음: [te ve sɛ̃k mɔ̃d])는 해외에서 프랑스어로 방영되는 프랑스의 텔레비전 방송국이자 유럽 방송 연맹 회원이다.

## 채널 구성
- TV5MONDE FBS (프랑스, 벨기에, 스위스)
- TV5MONDE Europe (유럽의 나머지)
- TV5MONDE Afrique (마그 레브 제외 아프리카)
- TV5MONDE Maghreb – 동양 (마그 레브, 중동)
- TV5MONDE Asie (아시아의 나머지)
- TV5MONDE USA (미국) 가끔 영어 자막이있는
- TV5MONDE Amérique Latine & Caraïbes (라틴 아메리카 및 카리브해) 스페인어, 포르투갈어 자막
- TV5MONDE Pacifique (일본 - 한국 - 동남아 - 오세아니아)
- TV5 Québec Canada (캐나다)

## 채널 번호
- 지니 TV - 306번
- B tv - 276번
- U+ TV - 210번

### 연혁
- 2010년 2월 16일 - 지니 TV 신규 런칭.
- 2012년 7월 1일 - 지니 TV에서 TV5MONDE의 채널 번호가 350번에서 198번으로 변경.
- 2013년 10월 1일 - B tv 신규 런칭.
- 2016년 11월 8일 - B tv에서 TV5MONDE의 채널 번호가 365번에서 279번으로 변경.
- 2018년 12월 28일 - U+ TV 신규 런칭.
- 2021년 11월 16일 - U+ TV에서 TV5MONDE의 채널 번호가 187번에서 210번으로 변경.
- 2022년 10월 25일 - B tv에서 TV5MONDE의 채널 번호가 279번에서 276번으로 변경.
- 2024년 1월 2일 - 개국 40주년
- 2024년 7월 17일 - LG 헬로 채널 변경 으로 국내 송출.
- 2024년 12월 18일 - 지니 TV에서 TV5MONDE의 채널 번호가 198번에서 306번으로 변경.